# Maria Odeth Tavares
Maria Odeth Sanches Tavares (født 18. august 1976 i Benguela, Angola) er en angolansk kvindelig håndboldmålmand. Hun spiller for Clube Desportivo 1. Agosto.

## Sommer-OL 2004
Tavares bar en trøje med nummeret #1 da hun deltog med Angola under Sommer-OL 2004. Holdet kom på en sidsteplads i deres gruppe, og vandt ikke nogen medaljer.